# Kai Dippe
Kai Dippe (geboren am 3. März 1990 in Heidelberg) ist ein deutscher Handballspieler. Er wird als Kreisläufer eingesetzt.

## Vereinskarriere
Er spielte Handball bei der TSG Eintracht Plankstadt (2005 bis 2008) und der HG Oftersheim/Schwetzingen (2008 bis 2010). Ab Juli 2010 stand er bei den Rhein-Neckar Löwen unter Vertrag. Für die Rhein-Neckar Löwen bestritt Kai Dippe ein Spiel in der Spielzeit 2011/12 der Bundesliga. Überwiegend war er für die als SG Kronau/Östringen auflaufende zweite Mannschaft eingesetzt. Er spielte im Anschluss ab 2013 bei der SG Leutershausen, für die er in der Spielzeit 2013/14 der 2. Bundesliga in 35 Spielen 61 Tore warf. Von dort wechselte er 2015 zur TSG Friesenheim, für die er ab der Spielzeit 2015/16 der 2. Bundesliga auflief und nach dem Aufstieg ab der Spielzeit 2017/18 in der Bundesliga. Kai Dippe beendete seine aktive Karriere wegen einer schweren Verletzung nach der Spielzeit 2019/20 in Ludwigshafen. Im Jahr 2021 startet er mit dem Sydney University Handball Club beim IHF Super Globe 2021.

## Auswahl
Kai Dippe stand als U-21-Nationalspieler im Aufgebot des Deutschen Handballbunds (DHB).